# Uncarina abbreviata
Uncarina abbreviata ist eine Pflanzenart aus der Gattung Uncarina in der Familie der Sesamgewächse (Pedaliaceae).

## Beschreibung
Uncarina abbreviata wächst als kleiner Baum mit einer dicht verzweigten Krone und wird bis 5 Meter hoch. Die etwa dreieckige, ganzrandige oder mit 3 bis 5 oder selten bis 7 angedeuteten Lappen versehene Blattspreite wird 6 bis 8 Zentimeter lang und 5 bis 7 Zentimeter breit. Der Blattrand ist leicht gebuchtet ausgebildet und die Wasserdrüsen sind gut erkennbar. Die grüne Blattoberseite ist nur wenig behaart und es sind nur ein paar Schleimdrüsen mit einem viereckigen Kopf vorhanden→ Ausscheidungsgewebe. Die Blattunterseite ist durch die sehr zahlreichen Schleimdrüsen mit sternförmigem Kopf graugrün gefärbt. Des Weiteren werden an der Unterseite einfache Haare ausgebildet, die deutlich entlang der Blattadern stehen.
Der Blütenstand besteht aus Zymen mit 1 bis 3 Einzelblüten. Die purpurrosa bis rosa gefärbten Blüten werden über die gesamte Wachstumsperiode ausgebildet. Die Blütenröhre wird etwa 6 Zentimeter lang.
Die seitlich zusammengedrückte Frucht ist in der Seitenansicht eiförmig und mit einem breiten, länglichen Schnabel und zwei breiten seitlichen Flügeln versehen. Die Früchte werden mit den Flügeln 6 Zentimeter lang und 3,5 Zentimeter breit. Es werden zwei verschiedene Stachelformen auf den Früchten ausgebildet. Die bis 25 Millimeter langen Hakenstacheln stehen etwa zu fünft in einer Reihe, wobei die oberen nicht über den Schnabel hinaus gehen. Die Basis der Stacheln ist verbreitert. Die zahlreichen einfachen Stacheln sind etwa bis 4 Millimeter lang. Es werden gut sichtbare, falsche Scheidewände ausgebildet, die über 2/3 der Länge des Fruchtfaches reichen. Die Samen sind verkehrt-eiförmig und die Flügel undeutlich.

## Verbreitung und Systematik
Uncarina abbreviata ist endemisch im Westen und in Mittel-Madagaskar, im Norden der Provinz Toliara und im Süden der Provinz Mahajanga verbreitet. Die Art steht auf der Roten Liste der IUCN und gilt als nicht gefährdet (Least Concern).
Die Erstbeschreibung der Art, als Harpagophytum abbreviatum erfolgte 1887 durch Henri Ernest Baillon. Hans-Dieter Ihlenfeldt und Herbert Straka stellten die Art 1962 in die Gattung Uncarina.